# Wolfgang Köpcke
Wolfgang Köpcke (Berlino, 27 febbraio 1948) è un ex pentatleta tedesco.

## Palmarès
In carriera ha conseguito i seguenti risultati:
per la  Germania Ovest:
- Mondiali:

Londra 1973: argento nel pentathlon moderno a squadre.